# Aleiodes buoculus
Aleiodes buoculus är en stekelart som beskrevs av Marsh 1989. Aleiodes buoculus ingår i släktet Aleiodes och familjen bracksteklar. Inga underarter finns listade i Catalogue of Life.